# Dysphania bellonaria
Dysphania bellonaria är en fjärilsart som beskrevs av Herman Dewitz 1882. Dysphania bellonaria ingår i släktet Dysphania och familjen mätare. Inga underarter finns listade i Catalogue of Life.